# Johnstone Mausoleum (Dumfries and Galloway)

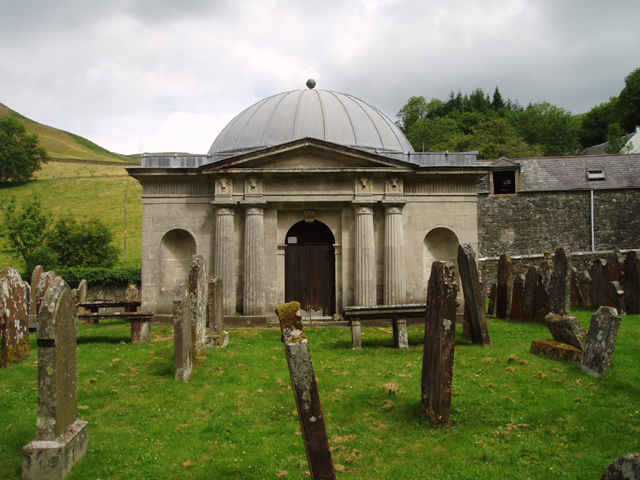
Johnstone Mausoleum

Das Johnstone Mausoleum ist ein Mausoleum in der schottischen Ortschaft Bentpath in der Council Area Dumfries and Galloway. 1971 wurde das Bauwerk in die schottischen Denkmallisten in der Kategorie B aufgenommen. Die Hochstufung in die höchste Denkmalkategorie A erfolgte 1988.

## Beschreibung
Das Mausoleum befindet sich auf dem Friedhof der Westerkirk Parish Church am Nordrand von Bentpath. Es wurde um 1790 nach einem Entwurf des schottischen Architekten Robert Adam erbaut. Das klassizistische Gebäude weist einen quadratischen Grundriss auf. Sein Mauerwerk besteht aus grauen Steinquadern mit polierten Natursteindetails. Das Rundbogenportal an der Südseite ist mit ornamentiertem Schlussstein gearbeitet. Gepaarte dorische Säulen flankieren das Portal. Sie tragen einen Bukranienfries mit abschließendem Dreiecksgiebel. Ein Fries ist entlang der Fassade unterhalb des Kranzgesimses fortgeführt. Die restlichen Fassaden sind mit rundbögigen Nischen an den Mittelrisaliten gestaltet. Das Gebäude schließt mit einer Kuppel ab.
Der Innenraum ist als Steingewölbe gearbeitet. Entlang der Wände läuft ein Triglyphenfries um. Die Metopen trugen einst Reliefe von menschlichen Schädeln. Diese wurden jedoch zwischenzeitlich entfernt. Ein Marmormonument an der Ostseite wurde 1824 erbaut.